# Белгородский юридический институт МВД России
Белгородский юридический институт МВД России имени И. Д. Путилина специализируется на подготовке квалифицированных кадров системы МВД России.

## История
История Белгородского юридического института МВД России имени И.Д. Путилина начинается с 15 марта 1985 года, когда приказом МВД СССР № 96 «Об организационно-штатных вопросах по Белгородской специальной средней школе милиции МВД СССР» в г. Белгороде была образована специальная средняя школа милиции МВД СССР (БССШМ) по подготовке участковых инспекторов и оперуполномоченных уголовного розыска со средним юридическим образованием. На первый курс было зачислено 200 курсантов.
В 1987 году сводные отряды школы выполняли Правительственное задание по охране общественного порядка в 30-километровой зоне ликвидации последствий аварии на Чернобыльской АЭС. За образцовое выполнение служебного долга и проявленный профессионализм школа была награждена переходящим кубком МВД Белорусской ССР, сотрудники и курсанты -правительственными наградами.
В период с 1988 по 1990 годы личный состав выполнял специальное задание по охране общественного порядка в зоне межнациональных конфликтов в Армянской ССР.
Продолжением кадровой политики Министерства внутренних дел Российской Федерации, направленной на обеспечение органов внутренних дел квалифицированными специалистами, явилось преобразование в 1992 году БССШМ в Белгородскую высшую школу милиции МВД России.
Особое место в истории вуза занимает несение службы по охране общественного порядка в г. Москве во время октябрьских событий 1993 года, когда в трудные дни для российской демократии сотрудники и слушатели школы встали на защиту конституционного строя и будущего России. За образцовое несение службы личный состав школы был отмечен благодарностью Министра внутренних дел Российской Федерации, а 28 сотрудников и слушателей награждены правительственными наградами.
Во исполнение распоряжения Правительства приказом Министерства внутренних дел Российской Федерации от 20 июня 1997 года № 378 Белгородская высшая школа милиции была переименована в Белгородский юридический институт МВД России.
Со времени образования и по настоящее время более 5000 выпускников успешно реализуют полученные знания в правоохранительных органах России и стран СНГ, из них около 3000 сотрудников — в УВД Белгородской области.

## Образование в вузе
Институт обеспечивает подготовку юридических кадров:
по специальностям «Юриспруденция» и «Правоохранительная деятельность» для органов внутренних дел по очной и заочной формам обучения;
по специализациям оперативно-розыскной, административно-правовой, предварительному следствию в ОВД;
по профилям подготовки оперуполномоченные УР, БЭП, участковые уполномоченные полиции, следователи и дознаватели.
Ведет переподготовку и повышение квалификации сотрудников территориальных органов внутренних дел.
Белгородский юридический институт МВД России имени И.Д. Путилина функционирует как единый учебно-научный комплекс, структурно объединяющий управленческий аппарат, адъюнктуру, 6 факультетов, 16 кафедр, подразделения служебно-боевой подготовки и вспомогательные подразделения.
В учебный процесс внедряются новые образовательные технологии профессиональной деятельности. С целью усиления практической направленности обучения, начиная с сентября 2003 года, дважды в неделю для курсантов всех курсов организовано проведение практических занятий непосредственно в службах и подразделениях УВД Белгородской области и УВД г. Белгорода под руководством преподавателей и практических работников. Создан центр правовой информации и общественная приемная, где курсанты и студенты оказывают бесплатные юридические услуги населению.
В сознательную жизнь вступает новое поколение молодежи, частью которого являются выпускники БелЮИ МВД России имени И.Д. Путилина, которым в недалеком будущем предстоит проводить намеченные преобразования в России. И государству нужны не только высококвалифицированные специалисты, но и в одном лице грамотные культурные граждане, патриоты своей Родины.
Для реализации вышеуказанных задач 30 марта 2004 года на базе института открыт университет культуры. Соучредителями университета культуры стали Белгородский государственный академический драматический театр имени М.С. Щепкина (художественный руководитель Слободчук В. И.), Белгородский государственный институт культуры и искусств (ректор Курганский С. И.) и Белгородское государственное музыкальное училище им. С.А. Дегтярева (директор Гращенко Н. А.), с которыми у института установлены тесные творческие контакты.
Институт располагает современной учебно-лабораторной базой. В неё входят 7 лекционных залов, оборудованных мультимедийными системами и другими техническими средствами обучения, 64 учебных аудитории, 2 фотолаборатории, 6 криминалистических полигонов, 5 спортивных залов, 2 лингафонных кабинета. Инфраструктура института постоянно развивается. За последнее время реализованы крупные проекты по укреплению материально-технической базы, условий обучения. В 2004 году построен и сдан в эксплуатацию библиотечный комплекс площадью более 1500 м.кв., с общим фондом более 150 тысяч единиц изданий, спортивный комплекс площадью 1400 м.кв., включающий в себя 3 специализированных зала для занятий единоборствами, игровой и тренажерный залы, раздевалки и душевые, газифицирована и восстановлена загородная учебная база института. Более 370 компьютеров объединены в локальную вычислительную сеть.
Оборудован современной электронной аппаратурой стрелковый тир. Помимо занятий в нём регулярно проводятся различные соревнования областного и регионального уровня.
В институте работают и обучаются три мастера спорта международного класса, 19 мастеров спорта, 32 кандидата в мастера спорта, более 200 перворазрядников.
В настоящее время в институте обучается более 2800 курсантов, слушателей и студентов из 30 регионов России.